# یواس‌اس شابریک (دی‌دی-۶۳۹)
یواس‌اس شابریک (دی‌دی-۶۳۹) (به انگلیسی: USS Shubrick (DD-639)) یک کشتی بود که طول آن ۳۴۸ فوت ۳ اینچ (۱۰۶٫۱۵ متر) بود. این کشتی در سال ۱۹۴۲ ساخته شد.